# سيلفيو فازيو
سيلفيو فازيو (بالإيطالية: Silvio Fazio)‏ هو صحفي إيطالي، ولد في 9 أبريل 1952 في روما في إيطاليا.